# Embryo (Pink Floyd)
Embryo (o anche The Embryo) è un brano musicale dei Pink Floyd risalente al 1968 ma pubblicato solo nel 1983.

## Storia
La versione in studio venne registrata nel 1968 e avrebbe dovuto fare parte dell'album Ummagumma. David Gilmour cantò la voce principale e l'accompagnamento includeva pianoforte e mellotron; la traccia finisce con un assolo di organo e un canto vocale acuto, col bassista Roger Waters che registrò la propria voce accelerata.
La prima sessione di registrazione iniziò il 26 novembre; venne ritenuta buona la prima registrazione ma poi venne sostituita con una nuova versione registrata il 3 dicembre; il giorno dopo vennero registrati degli overdub ma poi la traccia venne abbandonata. Gilmour disse in seguito che "per qualche ragione ce ne siamo andati tutti". L'album Ummagumma che avrebbe dovuto contenere il brano, era costituito da due dischi, il primo con versioni live di vecchi brani e il secondo con nuove composizioni; il gruppo poi decise che il disco in studio avrebbe contenuto brani solisti di ciascun membro e così "Embryo", che era invece un brano registrato dal gruppo, venne accantonato.
Il brano venne comunque suonato nei concerti del gruppo dal 1970 al 1971 (l'ultima volta che fu suonata dal vivo dal gruppo fu il 20 novembre 1971 a Cincinnati, alla conclusione del tour nordamericano della band) ma non venne mai pubblicato in nessun album ufficiale fino al 1983 quando venne inserito della compilation Works nella stessa versione già pubblicata nel 1970 nell'album antologico sampler Picnic - A Breath of Fresh Air, album che era però stato ritirato dal mercato su richiesta del gruppo che non ne aveva autorizzato la pubblicazione. Nel 2007 venne inserito nell'album antologico A Breath of Fresh Air - A Harvest Records Anthology 1969-1974. Una versione più breve venne registrata dal vivo durante una sessione alla BBC il 2 dicembre 1968. Il brano originale del 1968 venne ripubblicato nel cofanetto antologico Early Years nel 2016 che contiene anche la versione live del 1968 e altre versioni dal vivo del periodo 1970-1971.

## Formazione
- David Gilmour - chitarra acustica ed elettrica, voce principale e cori
- Roger Waters - basso
- Rick Wright - voce principale nelle versioni dal vivo Mellotron, Farfisa, piano
- Nick Mason - cimbali